# Alexandra Pavlovna a Rusiei
Marea Ducesă Alexandra Pavlovna a Rusiei, (rusă Александра Павловна; 9 august 1783 – 16 martie 1801), a fost fiica Țarului Pavel I al Rusiei și sora împăraților Alexandru I și Nicolae I. A devenit Arhiducesă de Austria prin căsătoria cu Arhiducele Joseph al Austriei, guvernator al Ungariei.

## Biografie

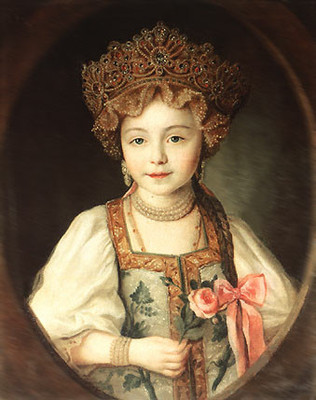
Marea Ducesă Alexandra Pavlovna, 1790.

Marea Ducesă Alexandra Pavlovna a fost al treilea copil și prima fiică a Țarului Pavel I al Rusiei și a celei de-a doua soții Sophie Dorothea de Württemberg. A primit educația obișnuită pentru Marile Ducese Ruse, i s-a predat franceza și germana, muzica și desenul. Alexandra era foarte apropiată de sora ei mai mică Elena, și deseori pictau împreună.
În 1796, bunica Alexandrei, împărăteasa Rusiei Ecaterina a II-a l-a considerat pe regele Gustav IV al Suediei în vârstă de 18 ani ca un posibil soț pentru Alexandra (care avea 13 ani) cu scopul de a rezolva multele probleme politice dintre Rusia și Suedia. Ecaterinei îi plăcea foarte mult tânărul rege despre care spunea că „avea o figură plăcută în care inteligența și șarmul erau portretizate”. Pe cealaltă parte, Alexandra era descrisă de contemporani ca fiind „cea mai frumoasă, mai dulce și cea mai inocentă prințesă disponibilă din Europa”.
Negocierile pentru căsătorie au început. Când regele Suediei a sosit în Rusia în august 1796, el și Alexandra s-au îndrăgostit la prima vedere. El a fost fermecat de naivitatea ei și a mers direct la împărăteasa Ecaterina să-și declare dragostea pentru Alexandra cerându-i mâna. În această bucurie, Ecaterina părea să treacă cu vederea chestiunea religioasă: ca regină a Suediei, Alexandra trebuia să se convertească de la ortodoxism la luteranism. Totuși, Ecaterina a considerat ca implicit faptul că regele Gustav va permite Alexandrei să-și păstreze religia ortodoxă din moment ce-o iubea așa de mult.
Logodna fusese stabilită pentru data de 11 septembrie. Cu o zi înainte, când Gustav a citit contractul de logodnă, unde se specifica faptul ca Alexandra își va păstra religia ortodoxă și după căsătorie, tânărul rege a explodat declarând că i s-a întins o capcană și că nu va fi niciodată de acord să dăruiască poporului său o regină ortodoxă. Acest eșec a scurtat viața Ecaterinei care a murit la mai puțin de două luni după negocierile de căsătorie. Mai târziu, Gustav s-a căsătorit cu Prințesa Frederica de Baden, sora mai mică a cumnatei Alexandrei, Elizaveta Alexeievna.
În 1799, la trei ani după decesul împărătesei Ecaterina, Țarul Pavel a decis ca Rusia să formeze o coaliție cu Austria și Prusia împotriva Franței. Pentru a cimenta această alianță, Alexandra s-a căsătorit cu Arhiducele Joseph al Austriei, fratele mai mic al lui Francisc al II-lea, Împărat Roman. Arhiducele Joseph a fost numit Palatin (Guvernator) al Ungariei. Nunta a avut loc la 30 octombrie 1799 la St Petersburg. Tânărul cuplu s-a stabilit la Castelul Alcsút din Ungaria.

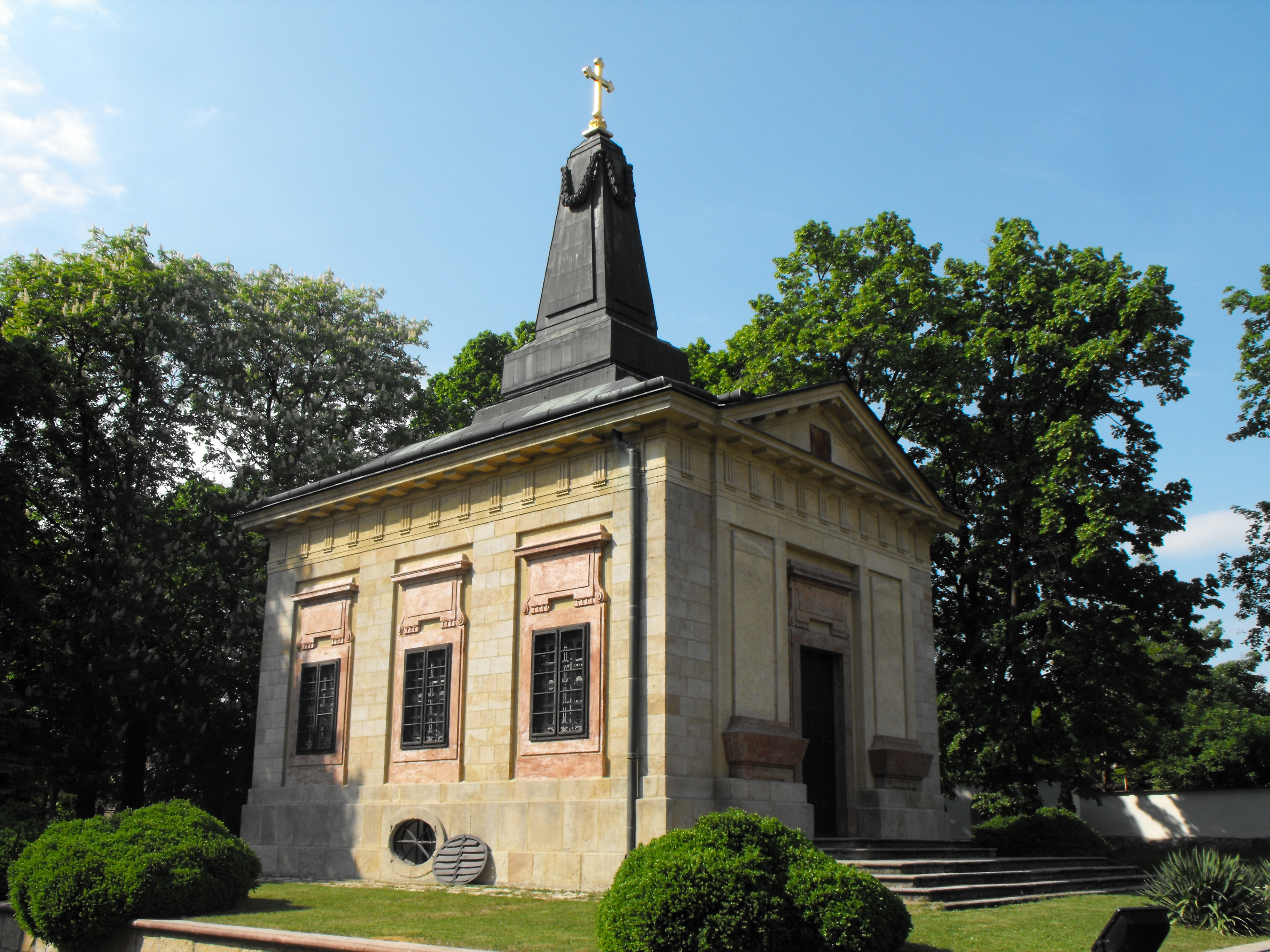
Mormântul Alexandrei

Viața Alexandrei la curtea austriacă a fost nefericită. Împărăteasa Maria Theresa, a doua soție a lui Francisc al II-lea era geloasă pe Alexandra pentru frumusețea ei și pentru bijuteriile ei fine. Și nu doar pentru atât: Alexandra semăna foarte bine cu prima soție a împăratului, Elisabeta de Württemberg, care era mătușa maternă a Alexandrei. Mai mult, credința ortodoxă a Alexandrei a trezit ostilitate la curtea romano-catolică a Austriei.
Un an și jumătate mai târziu, Alexandra a murit la Viena, la 16 martie 1801 de febră puerperală, la scurt timp după ce a născut o fetiță care a murit în ziua nașterii. Alexandra avea numai 17 ani, iar moartea ei a avut loc în aceeași săptămână cu asasinarea tatălui ei. Ambele au fost lovituri, teribile pentru familia Romanov.
Arhiducele Joseph a construit un mausoleu dedicat soției lui, însă curtea austriacă a refuzat înmormântarea ei într-un cimitir catolic. Prin urmare, sicriul Alexandrei a rămas neînmormântat până când guvernul rus a înmormântat-o în Ungaria. În timpul Congresului de la Viena, frații ei Alexandru I, Maria Pavlovna și Ecaterina Pavlovna au vizitat mormântul surorii lor.
Arhiducele Joseph s-a mai căsătorit de două ori și a avut mai mulți descendenți.